# Fjallabyggð
Fjallabyggð ([ˈfjatlaˌpɪɣθ]ⓘ) es un municipio de Islandia. Se encuentra en la zona norte de la región de Norðurland Eystra y en el condado de Eyjafjarðarsýsla. 

## Territorio
Los antiguos municipios de Ólafsfjörður y Siglufjörður se fusionaron para formar el actual territorio de Fjallabyggð. Con la formación de este Siglufjörður se trasladó de la región Norðurland Vestra a Norðurland Eystra.

## Demografía
| Gráfica de evolución de Fjallabyggð entre 2006 y |
|                                                  |

## Galería

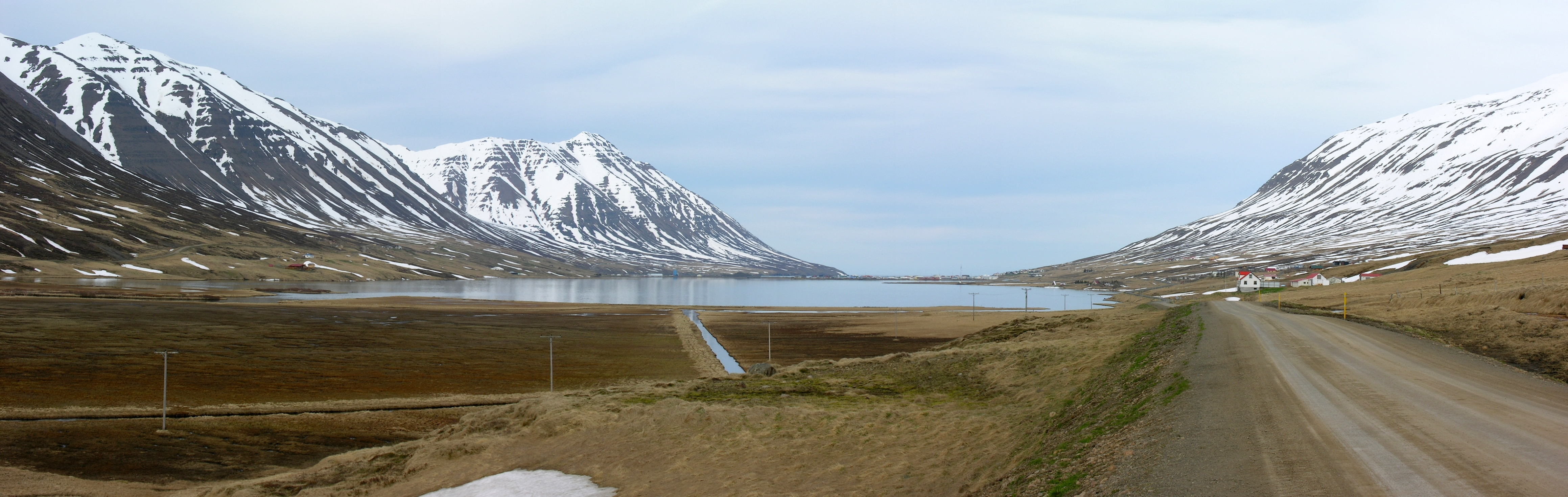
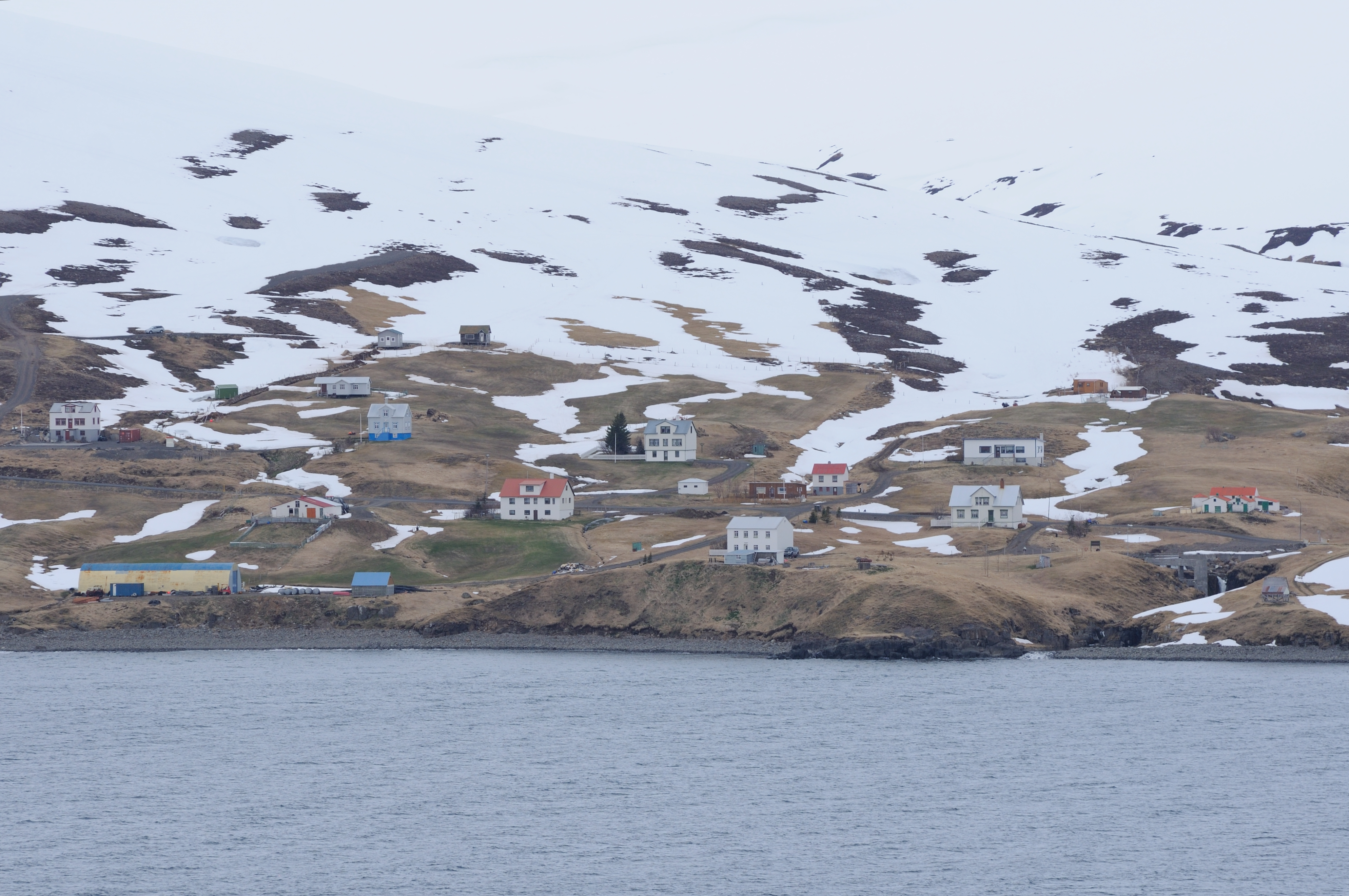
Ólafsfjörður
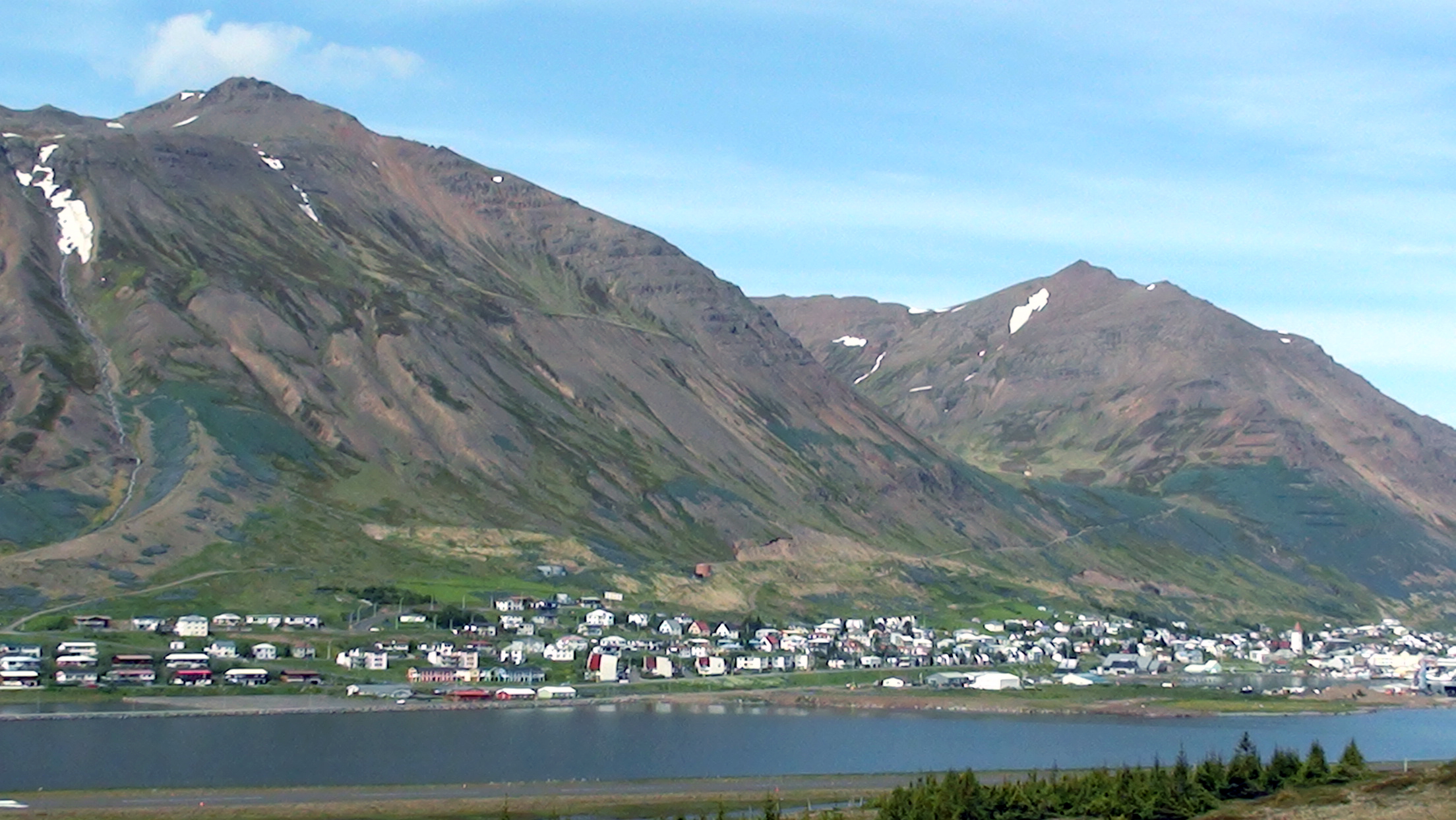
Siglufjörður